# Gorzyce (gemeente in powiat Wodzisławski)
De gemeente Gorzyce is een landgemeente in het Poolse woiwodschap Silezië, in powiat Wodzisławski.
De zetel van de gemeente is in Gorzyce.
Op 30 juni 2004 telde de gemeente 19 523 inwoners.

## Oppervlakte gegevens
In 2002 bedroeg de totale oppervlakte van gemeente Gorzyce 64,47 km², waarvan:
- agrarisch gebied: 65%
- bossen: 13%

De gemeente beslaat 22,47% van de totale oppervlakte van de powiat.

## Demografie
Stand op 30 juni 2004:
| Omschrijving                   | Totaal | Totaal | Vrouwen | Vrouwen | Mannen | Mannen |
| ------------------------------ | ------ | ------ | ------- | ------- | ------ | ------ |
| eenheid                        | aantal | %      | aantal  | %       | aantal | %      |
| inwoners                       | 19 523 | 100    | 9946    | 50,9    | 9577   | 49,1   |
| bevolkingsdichtheid (inw./km²) | 302,8  | 302,8  | 154,3   | 154,3   | 148,5  | 148,5  |

In 2002 bedroeg het gemiddelde inkomen per inwoner 1232,52 zł.

## Plaatsen
- Gorzyce
- Czyżowice
- Turza Śląska
- Rogów
- Bełsznica
- Gorzyczki
- Uchylsko
- Osiny
- Bluszczów
- Olza
- Odra
- Kolonia Fryderyk

## Aangrenzende gemeenten
Godów, Krzyżanowice, Lubomia, Wodzisław Śląski. De gemeente grenst aan Tsjechië.
- Library of Congress Control Number: n2001035434
- Nationale Bibliotheek van Israël: 987007489426205171
- Virtual International Authority File: 140909625